# Vela nos Jogos Olímpicos de Verão de 1992
As competições da vela nos Jogos Olímpicos de Verão de 1992 foram disputadas entre os dias 27 de julho e 4 de agosto daquele ano no mar Mediterrâneo, na costa de Barcelona, na Espanha. O programa de 1992 consistia num total de dez classes (disciplinas) de vela. Para cada uma das classes do evento foram sete regatas. A navegação foi realizada nos percursos olímpicos do tipo triangular. A partida foi feita no centro de um conjunto de oito marcas numeradas que foram colocadas em um círculo. Durante o procedimento de largada, a sequência das marcas foi comunicada aos velejadores. Ao escolher a marca que estava mais contra o vento, a largada sempre poderia ser feita contra o vento.

## Local
De acordo com os estatutos do Comitê Olímpico Internacional, as competições em todas as modalidades desportivas devem ser realizadas na cidade escolhida pelo COI ou o mais próximo possível. As condições climáticas em Barcelona foram consideradas adequadas para velejar. A orla marítima de Barcelona foi totalmente reestruturada para as Olimpíadas. O porto olímpico tornou-se uma das principais áreas olímpicas de Barcelona.
A competição olímpica de vela foi realizada nas águas do Mediterrâneo, fora do Porto Olímpico. O novo porto foi concebido para ser a base dos velejadores olímpicos e um fator chave na abertura da cidade ao mar. Isto foi conseguido através de um Plano Urbano Especial para a Área “Parc de Mar”, incluindo um porto que satisfaz as necessidades dos marinheiros e organizadores. O novo porto serve como marina após os Jogos.
Um total de cinco áreas de corrida foram criadas no Mar Mediterrâneo.

## Participantes

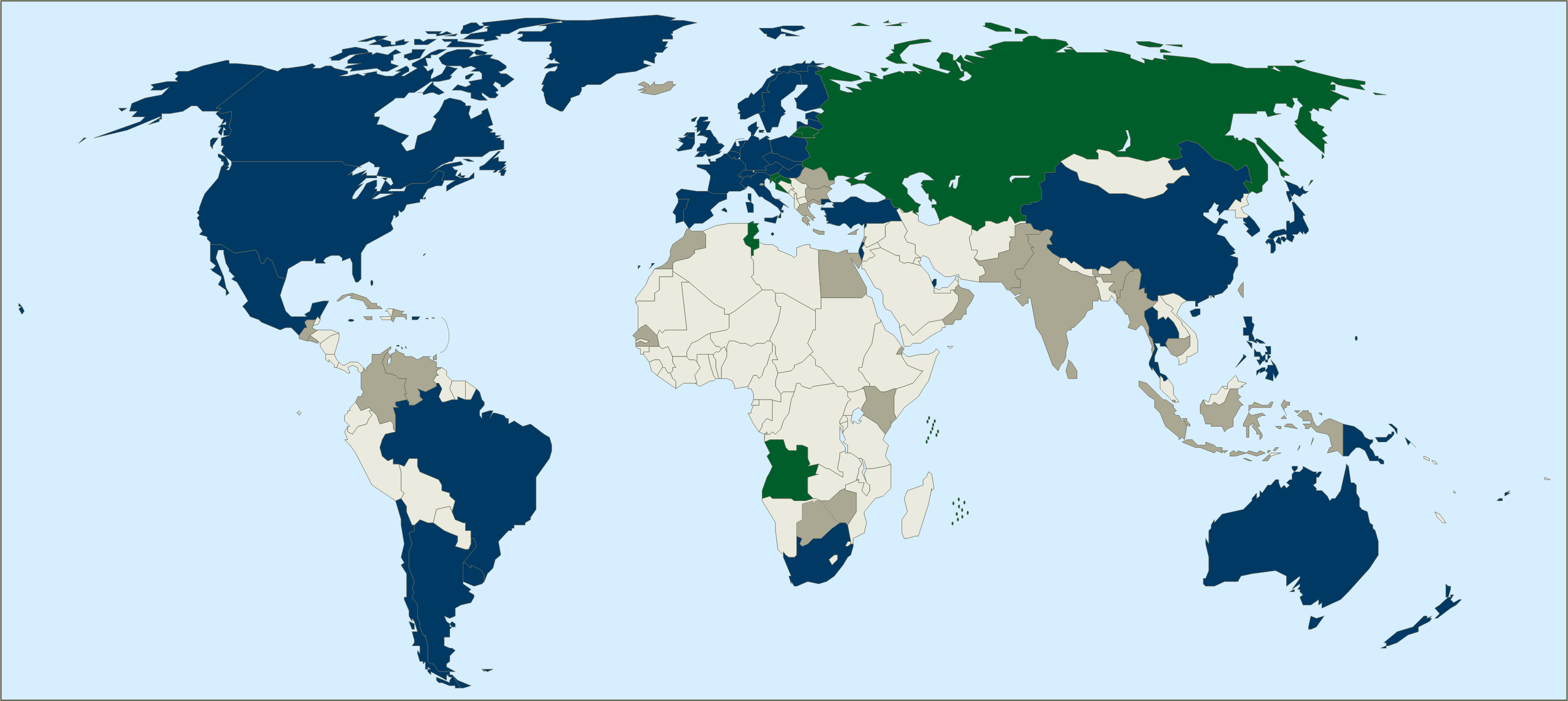
Países participantes da vela nos Jogos Olímpicos de 1992.
Países que participaram pela primeira vez.
Países que já participaram em outras edições.
Países que boicotaram o evento da vela.

- AHO Antilhas Neerlandesas
- ANG Angola
- ANT Antígua e Barbuda
- ARG Argentina
- ARU Aruba
- AUS Austrália
- AUT Áustria
- BAH Bahamas
- BAR Barbados
- BEL Bélgica
- BER Bermudas
- BRA Brasil
- CAN Canadá
- CAY Ilhas Cayman
- CHI Chile
- CHN China
- CRO Croácia
- DEN Dinamarca
- DJI Djibuti
- ESP Espanha
- EST Estônia
- EUN Equipa Unificada
- FIJ Fiji
- FIN Finlândia
- FRA França
- GBR Grã-Bretanha
- GER Alemanha
- GUM Guam
- HKG Hong Kong
- HUN Hungria
- IRL Irlanda
- ISR Israel
- ISV Ilhas Virgens Americanas
- ITA Itália
- IVB Ilhas Virgens Britânicas
- JPN Japão
- KOR Coreia do Sul
- LAT Letônia
- LTU Lituânia
- MEX México
- MLT Malta
- MRI Maurício
- NED Países Baixos
- NOR Noruega
- NZL Nova Zelândia
- PHI Filipinas
- PNG Papua-Nova Guiné
- POL Polônia
- POR Portugal
- PUR Porto Rico
- RSA África do Sul
- SEY Seicheles
- SLO Eslovênia
- SUI Suíça
- SWE Suécia
- TCH Checoslováquia
- THA Tailândia
- TUN Tunísia
- TUR Turquia
- URU Uruguai
- USA Estados Unidos

## Eventos
| Classe          | Tipo            | Evento | Velejadores | Trapézio | Vela grande | Jib/Génova | Spinnaker | Primeira exibição | N.º de equipes |
| --------------- | --------------- | ------ | ----------- | -------- | ----------- | ---------- | --------- | ----------------- | -------------- |
| Lechner A-390   | prancha à vela  |        | 1           | 0        | +           | -          | -         | 1992              | 24             |
| Lechner A-390   | prancha à vela  |        | 1           | 0        | +           | -          | -         | 1992              | 45             |
| Europe          | bote            |        | 1           | 0        | +           | -          | -         | 1992              | 24             |
| Finn            | bote            |        | 1           | 0        | +           | -          | -         | 1952              | 29             |
| 470             | bote            |        | 2           | 1        | +           | +          | +         | 1988              | 17             |
| 470             | bote            |        | 2           | 1        | +           | +          | +         | 1976              | 37             |
| Flying Dutchman | bote            |        | 2           | 1        | +           | +          | +         | 1960              | 23             |
| Tornado         | catamarã        |        | 2           | 1        | +           | +          | -         | 1976              | 22             |
| Star            | barco de quilha |        | 2           | 0        | +           | +          | -         | 1932              | 26             |
| Soling          | barco de quilha |        | 3           | 0        | +           | +          | +         | 1972              | 24             |

## Medalhistas
Masculino
| Evento                 | Ouro                                        | Prata                                          | Bronze                                  |
| ---------------------- | ------------------------------------------- | ---------------------------------------------- | --------------------------------------- |
| Lechner A-390 detalhes | Franck David FRA França                     | Mike Gebhardt USA Estados Unidos               | Lars Kleppich AUS Austrália             |
| Finn detalhes          | José van der Ploeg ESP Espanha              | Brian Ledbetter USA Estados Unidos             | Craig Monk NZL Nova Zelândia            |
| 470 detalhes           | Jordi Calafat Francisco Sánchez ESP Espanha | Morgan Reeser Kevin Burnham USA Estados Unidos | Tõnu Tõniste Toomas Tõniste EST Estônia |

Feminino
| Evento                 | Ouro                                       | Prata                                      | Bronze                                         |
| ---------------------- | ------------------------------------------ | ------------------------------------------ | ---------------------------------------------- |
| Lechner A-390 detalhes | Barbara Kendall NZL Nova Zelândia          | Zhang Xiaodong CHN China                   | Dorien de Vries NED Países Baixos              |
| Europe detalhes        | Linda Cerup-Simonsen NOR Noruega           | Natalia Vía Dufresne ESP Espanha           | Julia Trotman USA Estados Unidos               |
| 470 detalhes           | Theresa Zabell Patricia Guerra ESP Espanha | Leslie Egnot Jan Shearer NZL Nova Zelândia | Jennifer Isler Pamela Healy USA Estados Unidos |

Misto
| Evento                   | Ouro                                                | Prata                                                | Bronze                                                         |
| ------------------------ | --------------------------------------------------- | ---------------------------------------------------- | -------------------------------------------------------------- |
| Flying Dutchman detalhes | Luis Doreste Domingo Manrique ESP Espanha           | Paul Foerster Stephen Bourdow USA Estados Unidos     | Jørgen Bojsen-Møller Jens Bojsen-Møller DEN Dinamarca          |
| Tornado detalhes         | Yves Loday Nicolas Hénard FRA França                | Randy Smyth Keith Notary USA Estados Unidos          | Mitch Booth John Forbes AUS Austrália                          |
| Star detalhes            | Mark Reynolds Harold Haenel USA Estados Unidos      | Rod Davis Don Cowie NZL Nova Zelândia                | Ross MacDonald Eric Jespersen CAN Canadá                       |
| Soling detalhes          | Jesper Bank Steen Secher Jesper Seier DEN Dinamarca | Kevin Mahaney Jim Brady Doug Kern USA Estados Unidos | Lawrie Smith Robert Cruickshank Ossie Stewart GBR Grã-Bretanha |

## Quadro de medalhas
| Ordem | País               | Medalha de ouro | Medalha de prata | Medalha de bronze |    | Ordem por total |
| ----- | ------------------ | --------------- | ---------------- | ----------------- | -- | --------------- |
| 1     | ESP Espanha        | 4               | 1                |                   | 5  | 2               |
| 2     | FRA França         | 2               |                  |                   | 2  | 4               |
| 3     | USA Estados Unidos | 1               | 6                | 2                 | 9  | 1               |
| 4     | NZL Nova Zelândia  | 1               | 2                | 1                 | 4  | 3               |
| 5     | DEN Dinamarca      | 1               |                  | 1                 | 2  | 4               |
| 6     | NOR Noruega        | 1               |                  |                   | 1  | 7               |
| 7     | CHN China          |                 | 1                |                   | 1  | 7               |
| 8     | AUS Austrália      |                 |                  | 2                 | 2  | 4               |
| 9     | CAN Canadá         |                 |                  | 1                 | 1  | 7               |
| 9     | EST Estônia        |                 |                  | 1                 | 1  | 7               |
| 9     | GBR Grã-Bretanha   |                 |                  | 1                 | 1  | 7               |
| 9     | NED Países Baixos  |                 |                  | 1                 | 1  | 7               |
| TOTAL | TOTAL              | 10              | 10               | 10                | 30 | —               |